# Muckle Skerry
Muckle Skerry es la isla más grande de cuantas forman el archipiélago de las Pentland Skerries, en la costa norte de Escocia. La isla alberga un faro, el Pentland Skerries Lighthouse.
Muckle Skerry es la más occidental de las skerries. Con 1 km de largo y una altura máxima de 20 m s. n. m. tiene el tamaño suficiente como para ser considerada como una isla. Sin embargo, el notorio mal tiempo que azota las Skerries ha dado a Muckle históricamente la reputación de isla inhabitable.
El Pentland Skerries Lighthouse fue construido en 1794 por los ingenieros Thomas Smith y Robert Stevenson (fue éste el primer faro en el que Stevenson trabajó oficialmente).
- Datos: Q2400160
- Multimedia: Muckle Skerry, Orkney Islands / Q2400160